# ونتس (کلوتزه)
ونتس (به آلمانی: Wenze) یک منطقهٔ مسکونی در آلمان است که در کلوتزه واقع شده‌است. ونتس  ۵۶۹ نفر جمعیت دارد.